# Lockheed Martin C-130J Super Hercules
Lockheed Martin C-130J Super Hercules je štirimotorno turbopropelersko vojaško transportno letalo. C-130J je razvit na podlagi zelo uspešnega Lockheed C-130 Hercules. C-130J ima nove motorje Rolls-Royce AE 2100 D3, nove 6-krake kompozitne scimitar propelerje Dowty, novo avioniko in stekleni kokpit. Novo letalo je zbralo okrog 300 naročil iz 15 različnih držav. Skupaj so nabrali več kot milijon letečih urC-130J je še vedno v proizvodnji, vendar v maloserijski, ker so večino letal že dostavili.
V primerjavi z C-130E/H ima novo letalo 40% večji dolet, 21% večjo hitrost in 41% krajšo vzletno razdaljo. 
Tovorni prostor je 12,5 metra dolg, 3,05 metra širok in 2,74 metra visok. Na zadnjem delu ima velika tovorna vrata in rampo. Verzija -30 ima podaljšan trup.
Verzija KC-130J se bo uporabljala kot leteči tanker in bo lahko prečrpavala gorivo letalom in helikopterjem.

## Specifikacije (C-130J)
Specifikacije za osnovni J-model
Podatki iz USAF C-130 Hercules fact sheet
Splošne karakteristike
- Posadka: 3 (2 pilota in tovornik)
- Število sedežev:

- 92 potnikov (128 na C-130J-30) ali
- 64 oboroženih vojakov (92 na C-130J-30) ali
- 6 palet (8 palet na C-130J-30) ali
- 74 medicinskih nosil (97 na C-130J-30)
- 2–3 Humvee, ali 1 LAV III ali M113 oklepno vozilo

- Tovor: 42000 lb (19050 kg) C-130J-30: 44000 lb/ 19958 kg
- Dolžina: 97 ft 9 in, 29,79 m (C-130J-30: 112 ft, 9 in, 34,36 m)
- Razpon kril: 132 ft 7 in (40,41 m)
- Višina: 38 ft 10 in (11,84 m)
- Površina kril: 1745 ft² (162,1 m²)
- Teža praznega letala: 75562 lb (34274 kg)
- Uporaben tovor: 72000 lb (33000 kg)
- Maks. vzletna teža: do 175000 lb (79378 kg); normalna 155000 lb (70305 kg)
- Pogon letala: 4 ×  turboprop Rolls-Royce AE 2100D3, 4637 KM (3458 kW)  vsak
- Propelerji: Dowty R391 6-kraki kompozitni propeler, 1 per engine

 Zmogljivost 
- Maks. hitrost: 362 vozlov (417 mph, 671 km/h)
- Potovalna hitrost: 348  vozlov (400 mph, 643 km/h)
- Doseg: 2835 nmi (3262 mi, 5250 km)
- Višina leta: 28000 ft (8615 m) z 42000 funtov (19090 kg) tovora
- Vzletna razdalja: 3127 ft (953 m) pri teži 155000 lb (70300 kg)